# Robert Leahy Fair

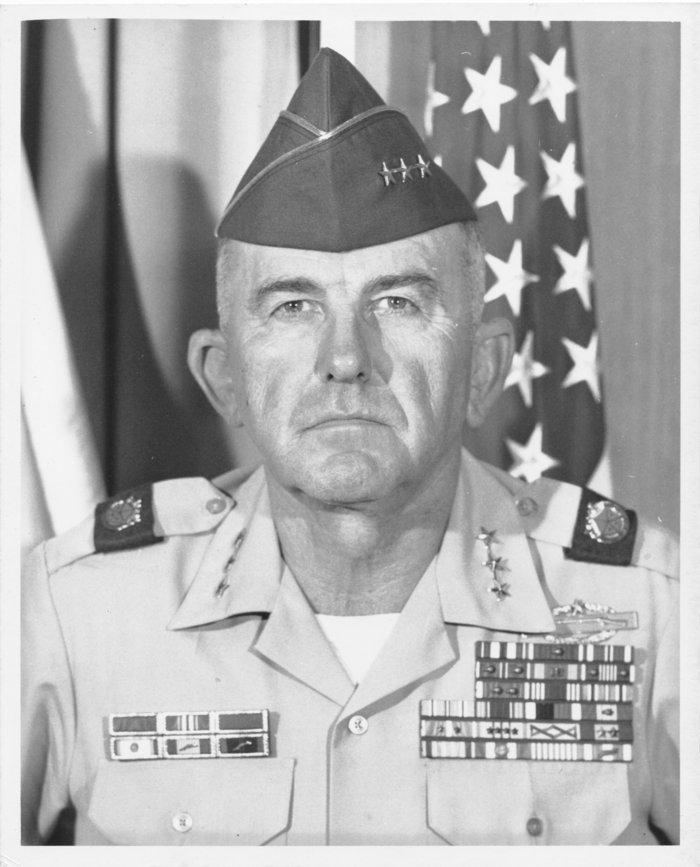
Robert Leahy Fair (1976)

Robert Leahy Fair (* 18. Mai 1923 in San Francisco, Kalifornien; † 14. September 1983 in Santa Clara, Kalifornien) war ein Generalleutnant der United States Army.

## Leben und Wirken
Robert Fair besuchte die öffentlichen Schulen seiner Heimat und begann ein Studium an der University of San Francisco. Auf Empfehlung des Kongressabgeordneten Richard J. Welch wurde er im Sommer 1942 in die United States Military Academy in West Point aufgenommen. Bereits im Januar 1943 musste er aber mangels ausreichender Noten im Fach Mathematik seine dortige Ausbildung aufgeben. Es folgten ein Studium an der University of Chicago und ein Kurs an der Officer Candidate School in Fort Benning in Georgia. Nachdem er dort bestanden hatte und die Armee vor dem Hintergrund des Zweiten Weltkriegs dringend Nachwuchs an Offizieren benötigte, wurde er im Jahr 1944 als Leutnant in das US-Heer aufgenommen und der Infanterie zugeteilt. In der Armee durchlief er anschließend alle Offiziersränge vom Leutnant bis zum Drei-Sterne-General.
In den Jahren 1944 und 1945 war er Lehrer an der Infantry School in Fort Benning. Im Zweiten Weltkrieg wurde er nicht eingesetzt. Zwischen 1945 und 1948 war er als Nachrichtenoffizier und Übersetzer im Stab von General Douglas MacArthur in Japan tätig. Dazu hatte er eigens an der University of Michigan einen Kurs für Japanisch absolviert. Es folgte seine Versetzung nach Fort Lewis, wo er als Zugführer und Stabsoffizier in zwei Infanterieregimentern diente. Eines dieser Regimenter war das 38. Infanterieregiment, das der 2. Infanteriedivision unterstand, mit dem er in den Jahren 1950 bis 1952, nunmehr im Rang eines Hauptmanns, am Koreakrieg teilnahm. Dabei wurde er vor allem als Stabsoffizier verwendet.
In den Jahren 1952 bis 1964 bekleidete Robert Fair verschiedene Stellen als Stabsoffizier in den Vereinigten Staaten und auch beim V. Corps in Deutschland. Außerdem absolvierte er in dieser Zeit den Infantry Officers' Advanced Course und das Command and General Staff College. Ab 1961 bekleidete er den Rang eines Oberstleutnants. In den Jahren 1961 und 1963 erhielt er von der University of Maryland bzw. der George Washington University den akademischen Titel Bachelor of Science bzw. Master of Arts verliehen. Im Sommer 1964 wurde Robert Fair Bataillonskommandeur in Fort Hood in Texas. Diese Stellung hatte er bis 1968 inne.
In den Jahren 1968 und 1969 nahm der inzwischen zum Oberst beförderte Fair aktiv am Vietnamkrieg teil. Dort kommandierte er die 1. Brigade der 25. Infanteriedivision. Dabei wurde er auch in einige Gefechte verwickelt. Er war aber auch maßgeblich an der Errichtung einer Version des Holiday Inn in der Region um Tây Ninh beteiligt. Dieses war zur Erholung und besseren Versorgung der im Kampf eingesetzten Soldaten gedacht.
In den Jahren 1969 bis 1973 war Fair, nunmehr als Brigadegeneral, Stabsoffizier im Pentagon. Danach folgte seine Beförderung zum Generalmajor. Als solcher übernahm er vom 16. Juli 1973 bis zum 5. August 1975 das Kommando über die 2. Panzerdivision, die damals in Fort Hood stationiert war. Sein letztes Kommando übte er, nun als Generalleutnant, zwischen dem 25. August 1975 und dem 4. Januar 1976 als Oberbefehlshaber des V. Corps, dessen Hauptquartier sich in Frankfurt am Main befand, aus. Hier folgte er auf William R. Desobry. Anschließend ging er in den Ruhestand.
Nach seiner aktiven Militärzeit arbeitete Robert Fair für das Forschungsinstitut SRI International und danach für die Firma Lockheed. Er war ab 1949 mit Alys Tendrich verheiratet, mit der er drei Kinder hatte. Robert Fair starb am 14. September 1983 in Santa Clara. Er wurde auf dem San Francisco National Cemetery beigesetzt.

## Orden und Auszeichnungen
Robert Fair erhielt im Lauf seiner militärischen Laufbahn unter anderem folgende Auszeichnungen:
- Combat Infantryman Badge
- Army Staff Identification Badge
- Silver Star
- Legion of Merit
- Distinguished Flying Cross
- Bronze Star Medal
- Air Medal (13-Mal)
- Army Commendation Medal
- Purple Heart
- Good Conduct Medal
- American Campaign Medal
- Asiatic-Pacific Campaign Medal
- World War II Victory Medal
- Army of Occupation Medal
- National Defense Service Medal
- Korean Service Medal
- Vietnam Service Medal
- Distinguished Service Order (Südvietnam)
- Gallantry Cross (Südvietnam)
- Armed Forces Honor Medal (Südvietnam)
- United Nations Korea Medal
- Vietnam Campaign Medal (Südvietnam)
- Korean War Service Medal (Südkorea)
- Presidential Unit Citation
- Valorous Unit Award
- Meritorious Unit Commendation
- Republic of Korea Presidential Unit Citation (Südkorea)
- Civil Actions Medal (Südvietnam)